# جاده ۳۹ (ایران)
جاده ۳۹ یک جاده در استان خوزستان می‌باشد . بخش عمده این جاده بزرگراه و تندرو می‌باشد . از سمت جنوب، ابتدای آن از آبادان شروع شده و تا شهرستان اهواز می‌رسد. که محور اصلی حمل و نقل میان اهواز و شهر آبادان می‌باشد . و از اهواز به سمت شهر شوشتر در شمال اهواز کشیده می‌شود. و در نهایت به دزفول در شمال غربی خوزستان منتهی می‌شود. همچنین از طریق اتوبان دزفول - اندیمشک، شهر اندیمشک  نیز به این جاده متصل می‌شود.